# Ignavusaurus
Ignavusaurus is een geslacht van plantenetende dinosauriërs behorend tot de Sauropodomorpha dat in het vroege Jura leefde in het gebied van het huidige Lesotho.

## Vondst en naamgeving
De typesoort Ignavusaurus rachelis is in 2010 benoemd en beschreven door Fabien Knoll. De geslachtsnaam is afgeleid van het Latijnse ignavus, "lafaard", een verwijzing naar de vindplaats Ha Ralekoala, wat "plaats van de vader van de lafaard" betekent. De soortaanduiding eert de paleontologe Raquel López-Antoñanzas.
Het holotype, BM HR 20, bestaat uit een gedeeltelijk, goed geconserveerd, skelet met schedel van een jong dier, ongeveer een jaar oud. 
Het fossiel is bij Quacha's Nek gevonden in de Elliotformatie die vermoedelijk stamt uit het Hettangien. In 2002 verwees Knoll er zijdelings naar zijn dissertatie.
In 2011 werd het door Adam Mathew Yates gezien als een jonger synoniem van Massospondylus waarvan het dan slechts het jong zou zijn.

## Beschrijving
Het individu was ongeveer anderhalve meter lang; het gewicht ervan is geschat op 25,5 kilogram; het dijbeen heeft een lengte van 152,7 millimeter. Het holotype was echter nog onvolgroeid. Een exemplaar van Massospondylus van dezelfde grootte zou al drie groeiringen in het dijbeen hebben gehad. Dit is een aanwijzing dat de volwassen grootte aanzienlijk is.
Knoll kon geen autapomorfieën vaststellen, unieke afgeleide eigenschappen, maar wel een unieke combinatie van op zich niet unieke kenmerken. De neergaande tak van het postorbitale is in het midden overdwars dikker dan van voor naar achter lang. Het deel van het postorbitale dat de achterkant van de bovenste rand van de oogkas vormt, is zodanig verhoogd dat het zijwaarts uitsteekt ten opzichte van de achterste tak van het postorbitale. De eerste tand van het dentarium van de onderkaak staat naast de symfyse, het voorste vergroeiingsvlak, van de onderkaken. De tanden staan op een recht rijtje. De tanden in de onderkaak hellen iets naar voren. De kartelingen van de tanden bevinden zich alleen nabij het spits. Er zijn veertien zekere ruggenwervels. De zijuitsteeksels van de ruggenwervels steken schuin omhoog. Bij de middelste ruggenwervels is de achterrand van het doornuitsteeksel bol met een uitstekende bovenhoek. Bij de eerste staartwervel is het wervellichaam korter dan hoog. Het vijfde middenhandsbeen is ongeveer even breed als lang met een sterk bol bovenste gewrichtsvlak. Het achterblad van het darmbeen vormt een stompe punt. De buitenste zijranden van de verbonden schaambeenschachten zijn hol in bovenaanzicht. Er loopt geen langwerpige trog schuin van boven naar buiten op de bovenzijde van het zitbeen. De dijbeenkop vormt een halve bol zonder een scherpe binnenhoek aan de onderkant. Het sprongbeen heeft van boven bezien een rechthoekig profiel. Het sprongbeen heeft een piramidevormig uitsteeksel op de voorste buitenhoek van het bovenvlak. De breedte overdwars van het bovenvlak van het vijfde middenvoetsbeen bedraagt de helft van de schachtlengte.
Het dijbeen heeft een hoog gelegen vierde trochanter wat wijst op een goed vermogen tot rennen.

## Fylogenie
Ignavusaurus is door de beschrijver na een cladistische analyse geplaatst in de Sauropodomorpha in een positie die boven de klade Thecodontosaurus/Pantydraco ligt in de stamboom, maar boven Efraasia. Afgeleide eigenschappen die hierop duiden behelzen onder andere het bezit van een volledig open heupgewricht, terwijl dit bij Thecodontosaurus nog halfopen is; basale eigenschappen een scheenbeen dat onderaan van voor naar achter groter is dan van binnen naar buiten, wat Efraasia al niet meer bezit. Opmerkelijk is dat het vierde middenvoetsbeen overdwars verbreed is, wat wel gezien is als een mogelijke synapomorfie van een klade Prosauropoda. Ignavusaurus laat zien dat dit kenmerk kennelijk veel basaler voorkomt.